# Richard Willstätter
Richard Martin Willstätter (Karlsruhe, 13 augustus 1872 – Muralto, 3 augustus 1942) was een Duits scheikundige wiens studie van de structuur van chlorofyl en andere plantpigmenten hem in 1915 de Nobelprijs voor de Scheikunde opleverde. Hij ontwikkelde de papierchromatografie onafhankelijk van Michail Tsvet.

## Biografie
Willstätter werd geboren in het joodse gezin van de textielhandelaar Maxwell Willstätter en Sophie Ulmann. Hij genoot onderwijs eerst in zijn geboortestad en, nadat het gezin was gehuisd, aan de Technische School in Neurenberg. Op achttienjarige leeftijd ging hij naar de Universiteit van München, waar hij in 1894 zijn doctoraat kreeg voor werk aan de structuur van cocaïne. Als assistent van Adolf von Baeyer in München bleef hij de structuur van plantenalkaloïden (als cocaïne en atropine) onderzoeken en synthetiseerde er verschillende.
In 1903 huwde hij Sophie Leser, die in 1908 vroegtijdig kwam te overlijden als gevolg van een blindedarmontsteking. Samen kregen ze een zoon, Ludwig, en een dochter, Ida Margarete. In 1905 werd hij hoogleraar aan de Universiteit van Zürich en begon chlorofyl te bestuderen. Hij verhelderde haar structuur en toonde aan dat het bloedpigment heem structureel lijkt op het porfyrine dat in chlorofyl gevonden wordt.
In 1912 werd hij benoemd tot hoogleraar scheikunde aan de Universiteit van Berlijn en directeur van het Kaiser-Wilhelm-Institut für Chemie. In het goed uitgeruste laboratorium kon hij zich geheel wijden aan onderzoek. Hij toonde aan dat chlorofyl een mengsel is van twee verbindingen, chlorofyl-a en chlorofyl-b. Toen zijn werk onderbroken werd door de Eerste Wereldoorlog ging hij in opdracht van Fritz Haber een gasmasker ontwikkelen.
In 1916 volgde Willstätter Von Baeyer in München op. In de jaren '20 onderzocht hij het mechanisme van enzymreacties en deed veel om vast te stellen dat enzymen chemische stoffen en geen biologisch organismen zijn. Zijn zienswijze dat enzymen geen proteïnen waren werd overal overgenomen totdat in 1930 John H. Northrop het tegendeel bewees. Als jood nam hij in 1924 ontslag uit protest tegen antisemitische druk. Hij werkte alleen verder, eerst in München, en na 1939 als banneling in Zwitserland. Hier bracht hij de laatste drie jaar van zijn leven door in Muralto, nabij Locarno, waar hij zijn autobiografie "Aus meinem Leben" schreef. Hij overleed op 3 augustus 1942 aan een hartinfarct.

## Erkenning
Naast de Nobelprijs voor de Scheikunde in 1915 werd Willstätter in 1916 onderscheiden met het IJzeren Kruis (Tweede Klas), voor zijn ontwerp van het gasmasker, de Davy-medaille (1932) en de Willard Gibbs Medal (1933).
1901: Van 't Hoff ·
1902: E. Fischer ·
1903: Arrhenius ·
1904: Ramsay ·
1905: Baeyer ·
1906: Moissan ·
1907: Buchner ·
1908: Rutherford ·
1909: Ostwald ·
1910: Wallach ·
1911: Curie ·
1912: Grignard, Sabatier ·
1913: Werner ·
1914: Richards ·
1915: Willstätter ·
1918: Haber ·
1920: Nernst ·
1921: Soddy ·
1922: Aston ·
1923: Pregl ·
1925: Zsigmondy ·
1926: Svedberg ·
1927: Wieland ·
1928: Windaus ·
1929: Harden, Euler-Chelpin ·
1930: H. Fischer · 
1931: Bosch, Bergius ·
1932: Langmuir ·
1934: Urey ·
1935: F. Joliot-Curie, I. Joliot-Curie ·
1936: Debye ·
1937: Haworth, Karrer ·
1938: Kuhn ·
1939: Butenandt, Ružička ·
1943: Hevesy · 
1944: Hahn ·
1945: Virtanen ·
1946: Sumner, Northrop, Stanley ·
1947: Robinson · 
1948: Tiselius · 
1949: Giauque ·
1950: Diels, Alder ·
1951: McMillan, Seaborg ·
1952: Martin, Synge ·
1953: Staudinger ·
1954: Pauling ·
1955: Vigneaud ·
1956: Hinshelwood, Semjonov ·
1957: Todd ·
1958: Sanger ·
1959: Heyrovský ·
1960: Libby ·
1961: Calvin ·
1962: Perutz, Kendrew ·
1963: Ziegler, Natta ·
1964: Hodgkin ·
1965: Woodward ·
1966: Mulliken ·
1967: Eigen, Norrish, Porter ·
1968: Onsager ·
1969: Barton, Hassel ·
1970: Leloir ·
1971: Herzberg ·
1972: Anfinsen, Moore, Stein · 
1973: E.O. Fischer, Wilkinson · 
1974: Flory ·
1975: Cornforth, Prelog ·
1976: Lipscomb ·
1977: Prigogine · 
1978: Mitchell ·
1979: Brown, Wittig ·
1980: Berg, Gilbert, Sanger ·
1981: Fukui, Hoffmann ·
1982: Klug ·
1983: Taube ·
1984: Merrifield ·
1985: Hauptman, Karle ·
1986: Herschbach, Lee, Polanyi ·
1987: Cram, Lehn, Pedersen ·
1988: Deisenhofer, Huber, Michel ·
1989: Altman, Cech ·
1990: Corey ·
1991: Ernst ·
1992: Marcus ·
1993: Mullis, Smith ·
1994: Olah ·
1995: Crutzen, Molina, Rowland ·
1996: Curl, Kroto, Smalley ·
1997: Boyer, Walker, Skou ·
1998: Kohn, Pople ·
1999: Zewail ·
2000: Heeger, MacDiarmid, Shirakawa ·
2001: Knowles, Noyori, Sharpless ·
2002: Fenn, Tanaka, Wüthrich ·
2003: Agre, MacKinnon ·
2004: Ciechanover, Hershko, Rose ·
2005: Grubbs, Schrock, Chauvin ·
2006: Kornberg ·
2007: Ertl ·
2008: Shimomura, Chalfie, Tsien ·
2009: Steitz, Yonath, Ramakrishnan ·
2010: Heck, Negishi, Suzuki ·
2011: Shechtman ·
2012: Kobilka, Lefkowitz ·
2013: Karplus, Levitt, Warshel ·
2014: Betzig, Hell, Moerner ·
2015: Lindahl, Modrich, Sancar ·
2016: Sauvage, Stoddart, Feringa ·
2017: Dubochet, Frank, Henderson · 
2018: Arnold, Winter, Smith ·   
2019: Goodenough, Whittingham, Yoshino ·
2020: Charpentier, Doudna ·
2021: List, MacMillan ·
2022: Bertozzi, Meldal, Sharpless ·
2023: Bawendi, Brus, Jekimov ·
2024: Baker, Hassabis, Jumper